# Hazebroek
Hazebroek (Frans-Vlaams: Haezebroek; officieel: Hazebrouck) is een stad in Frans-Vlaanderen in het Franse Noorderdepartement (Frans: département du Nord). Op 1 januari 2022 had de gemeente 21.785 inwoners. Daarmee is het buiten de agglomeratie van Duinkerke de grootste stad in de Franse Westhoek en de hoofdplaats van het Houtland. Hazebroek vervult een belangrijke centrumfunctie voor het omliggende gebied.

## Naam
De plaatsnaam heeft een Oudnederlandse herkomst en werd in 1122 voor het eerst vermeld als Hasbroec. De plaatsnaam is een samenstelling uit de woorddelen haas (dier) en broek (vochtig laagland, moeras).

## Geschiedenis
Haesbroeck maakte eeuwenlang deel uit van het graafschap Vlaanderen. Door zijn ligging - tussen Frankrijk en Vlaanderen in - was het lang betwist gebied. 
Graaf Filips van de Elzas (1142-1191) schonk Hazebroek gemeenterechten, en in 1336 verkreeg het een keure. Het stadje werd in mei 1347 afgebrand door de troepen van Filips VI van Frankrijk en het werd in 1436 geplunderd door de Gentenaars, om in 1492 opnieuw platgebrand te worden door de Fransen. De onveilige situatie leidde tot veel emigratie. Veel Belgen, en ook enkele Nederlanders, dragen nog de naam (of variant) "Van Haesebroeck".
Ook tijdens de Tachtigjarige Oorlog werd de stad op 29 juli 1582 volledig platgebrand door vrijbuiters.
Hazebroek werd in 1678 definitief door de Franse koning Lodewijk XIV veroverd op de Zuidelijke Nederlanden, die toen in Spaanse handen waren. Tussen 1790 en 1826 was het de hoofdplaats van het arrondissement Hazebroek, dat het zuidelijk deel van het huidige arrondissement Duinkerke omvatte. Hazebroek was Vlaamssprekend tot in de 20ste eeuw. In 1813 was het stokkemaandag: de woedende bevolking verwoestte met stokken de onderprefectuur uit protest tegen de conscriptie op last van Napoleon Bonaparte.
In de 19e eeuw ontwikkelde het stadje zich tot een spoorwegknooppunt, te beginnen in 1848 met de lijn van Rijsel naar Duinkerke en de opening van station Hazebrouck. Dit stimuleerde de textielindustrie en omstreeks 1900 telde Hazebroek vier weverijen die werk verschaften aan 1000 personen. Tussen 1903 en 1909 deden gemechaniseerde getouwen hun intrede, hetgeen tot verlies van arbeidsplaatsen en stakingen leidde.
Tijdens de Tweede Wereldoorlog werd het spoorwegknooppunt vanaf 1941 aangevallen door geallieerde bommenwerpers, maar deze misten vaak doel waardoor een deel van de stad zwaar beschadigd werd.

## Geografie
De oppervlakte van Hazebroek bedroeg op 1 januari 2022 26,2 vierkante kilometer; de bevolkingsdichtheid was toen 831,5 inwoners per km².

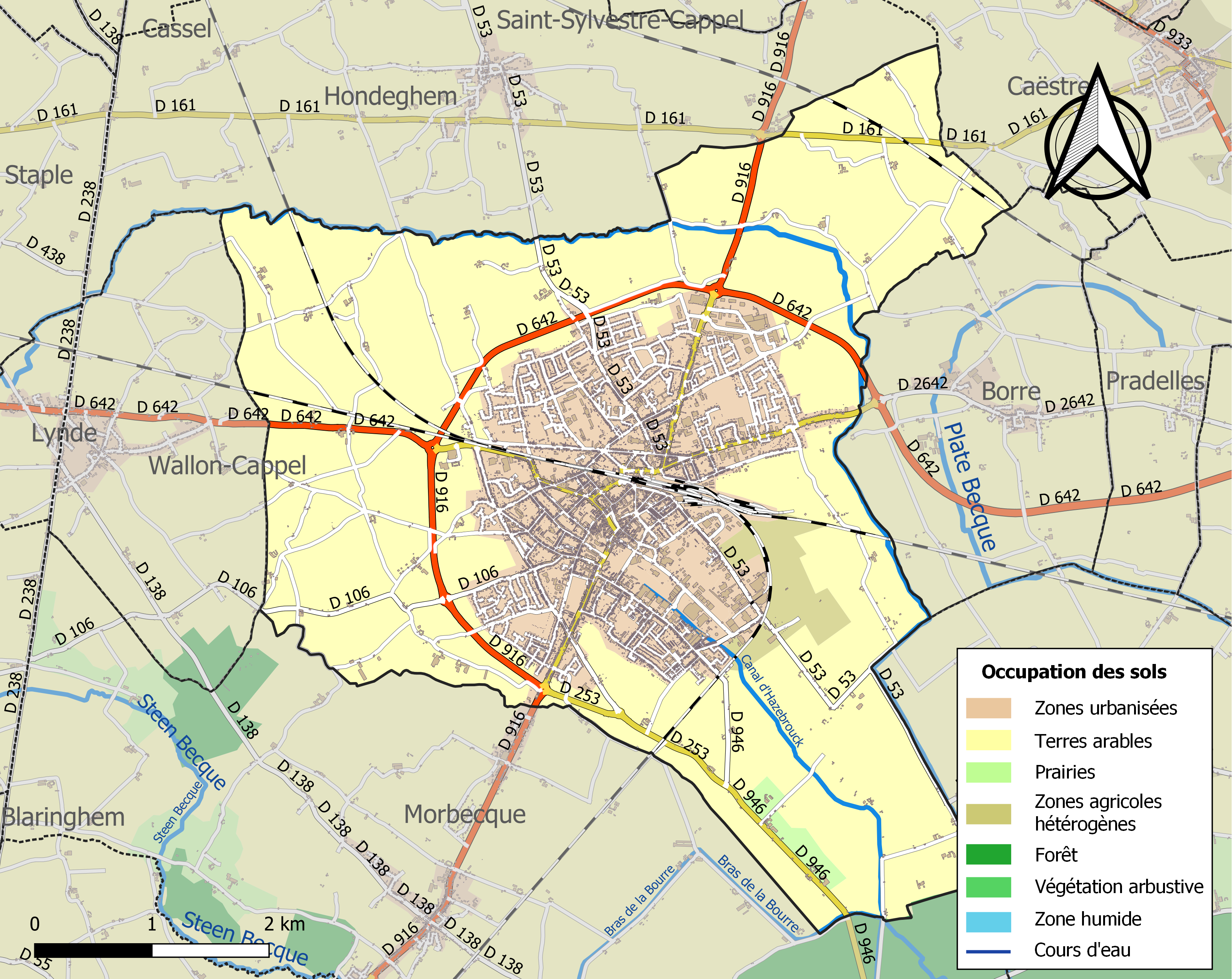
Kaart van de gemeente met belangrijkste infrastructuur, bodemgebruik en omliggende gemeenten

## Bezienswaardigheden
- De Sint-Elooiskerk (Église Saint-Eloi), een laatgotische hallenkerk
- De Onze-Lieve-Vrouwekerk (Église Notre-Dame)
- De Heilig Hartkerk (Église du Sacre-Cœur)
- Het Kapucijnenklooster in het voormalig Kleinseminarie
- Het Stadhuis van Hazebroek uit 1820 in classicistische stijl
- Het voormalige Augustijnenklooster in Vlaamse renaissancestijl (16e eeuw), waar het stedelijk museum (Musée des Augustins) is gehuisvest.
- Het Paleis van Justitie
- In de gemeente liggen enkele Britse militaire begraafplaatsen uit de Eerste Wereldoorlog:
  - Cinq Rues British Cemetery, met meer dan 200 graven
  - La Kreule Military Cemetery, met meer dan 500 graven
  - Ook op de Cimetière Saint-Éloi, een van de gemeentelijke begraafplaatsen, bevindt zich een perk met honderden oorlogsgraven.
- De Lanceersite voor V1-raketten in het Bois des Huit-Rues.
- Het Museum der Augustijnen, het stedelijk museum.
- Het Musée de l'Abbé Lemire
- Het Stadspark (Jardin public)

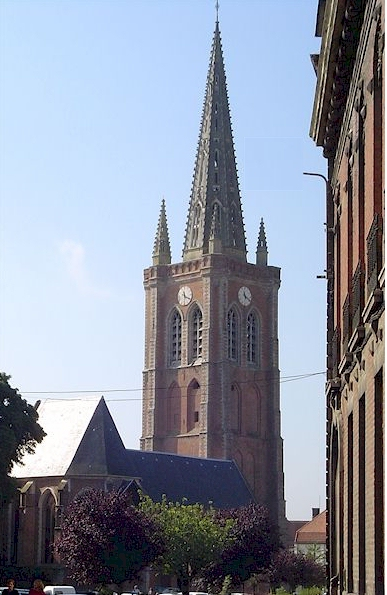
Sint-Elooiskerk
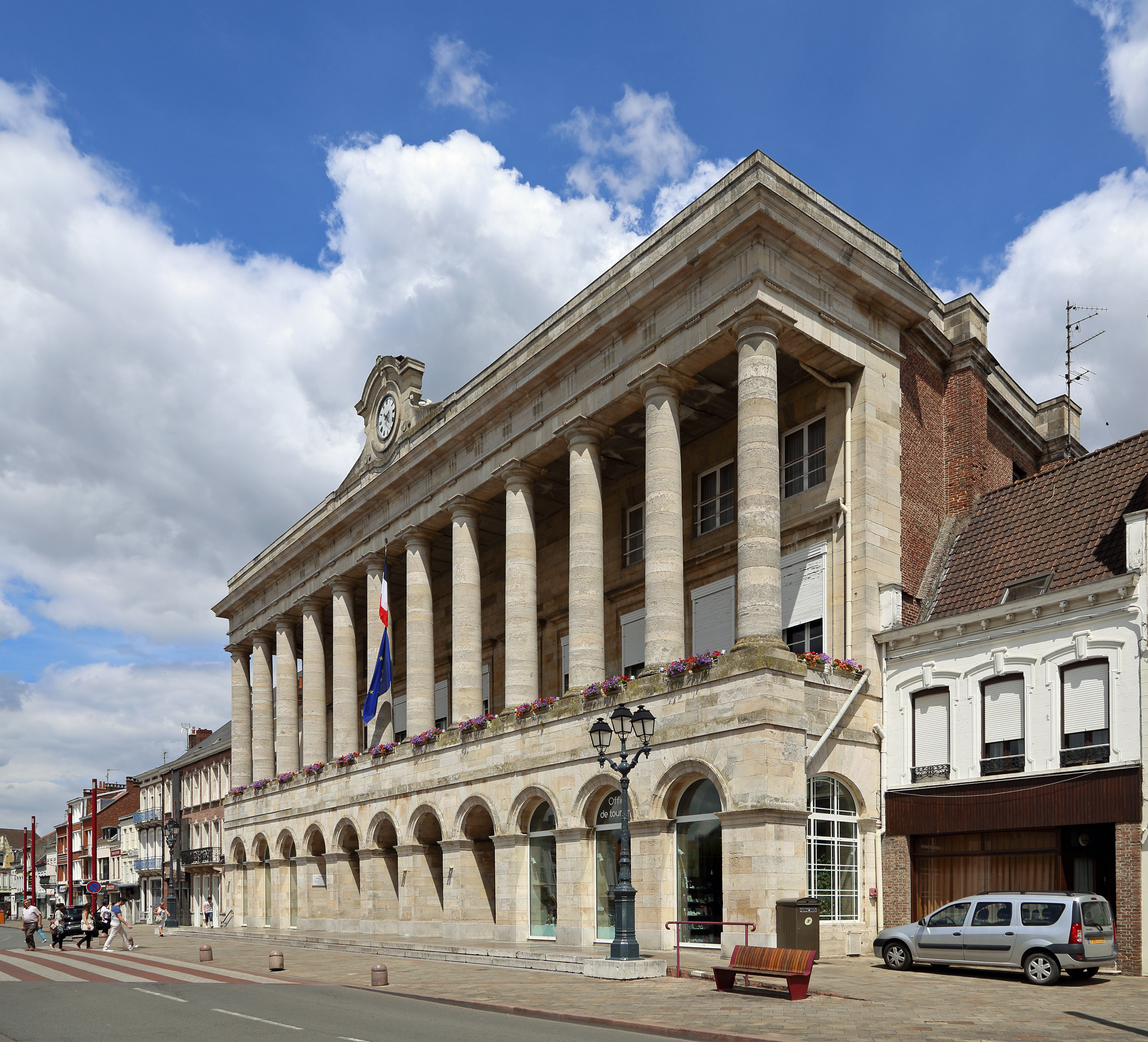
Stadhuis van Hazebroek

## Natuur en landschap
Hazebroek ligt in het Houtland op een hoogte van 17 tot 66 meter. De eigenlijke stad ligt op 28 meter hoogte.
Hazebroek is met de Leie verbonden via een aantal kanalen, die de Kanalen van Hazebroek (Caneaux d'Hazebrouck) worden genoemd. Dit zijn oude kanalen die in de 16e eeuw werden aangelegd. Ze omvatten het Canal d'Hazebrouck, dat van de voormalige haven van Hazebroek naar La Motte-au-Bois loopt, het Canal de la Nieppe, het Canal de Préavin, een kort stukje kanaal dat beide voornoemde kanalen vanaf La Motte-au-Bois met het Canal de la Bourre verbindt, dat de benedenloop van de Borrebeek omvat en nabij Merville in de Leie uitmondt. Deze kanalen hebben tegenwoordig voor de scheepvaart geen betekenis meer.

## Demografie
Onderstaande figuur toont het verloop van het inwonertal (bron: INSEE-tellingen).

## Politiek
Burgemeesters van Hazebroek waren:
- 1790 : Pierre Jacques de Kytspotter
- 1790 : Louis Vandewalle
- 1790 - 1792 : Philippe Revel
- 1792 - 1795 : Louis Vandewalle
- 1795 : Félix Terninck
- 1795 - 1797 : Louis Vandewalle
- 1797 : Joseph Cleenewerck
- 1797 : Anathole Loingeville
- 1797 - 1798 : Pierre Jean Thibaut
- 1798 - 1799 : Pierre Jacques Styvelynck
- 1799 - 1800 : Jean Salomé
- 1800 - 1808 : Philippe-Jacques Revel
- 1808 - 1813 : Jean-François Revel
- 1816 - 1822 : Joseph Cleenewerck
- 1822 - 1831 : Louis Warein
- 1831 - 1836 : Louis Pouvillion
- 1836 - 1848 : Joseph-Henri Cleenewerck
- 1848 - 1862 : Martin Houcke
- 1862 - 1870 : Adolphe Kien
- 1870 - 1877 : Louis Houvenaghel
- 1878 - 1884 : Louis Massiet du Biest
- 1884 - 1909 : Georges Degroote
- 1909 - 1912 : Eugène Warein
- 1914 - 1928 : Abbé Lemire
- 1928 : Henri Bonte
- 1929 - 1933 : Maurice Heckel
- 1933 : François Hoguet
- 1933 - 1944 : Joseph Élie Plateel
- 1944 : Jean Fruquet
- 1944 : Joseph Élie Plateel
- 1945 - 1953 : Auguste Damette
- 1953 - 1971 : Henri Desbuquois
- 1971 - 1983 : Amand Moriss
- 1983 - 1995 : Maurice Sergheraert
- 1995 - 2008 : Paul Blondel
- 2008 - 2014 : Jean-Pierre Allossery
- 2014 - 2020 : Bernard Debaecker
- 2020-... : Valentin Belleval

## Verkeer en vervoer
Hazebroek is een wegen- en spoorwegknooppunt. Onder meer de TGV-lijn naar de Kanaaltunnel loopt via de stad. In de stad staat het Station Hazebrouck.

## Geboren in Hazebroek
- Aimé Maeght (1906-1981), lithograaf, drukker, kunsthandelaar, uitgever en grondlegger van de Fondation Maeght
- Victor Legley (1915-1994) Belgisch componist, muziekpedagoog en altviolist
- Maria Petyt (1623-1677), mystica
- Albert Vanhoye SJ (1923-2021), kardinaal
- Cédric Vasseur (1970), wielrenner

## Nabijgelegen kernen
Hondegem, Sint-Silvesterkappel, Caëstre, Borre, Wallon-Cappel, Sercus, Moerbeke, La Motte-au-Bois, Sec-Bois